# Easton (Washington)
Easton ist ein census-designated place (CDP) im Kittitas County im US-Bundesstaat Washington. Zum United States Census 2020 hatte Easton 407 Einwohner.

## Geschichte
Easton wurde 1902 parzelliert. Der Name wurde von der Northern Pacific Railway wegen seiner Nähe zum Ostausgang des Stampede Tunnel vergeben.

## Geographie

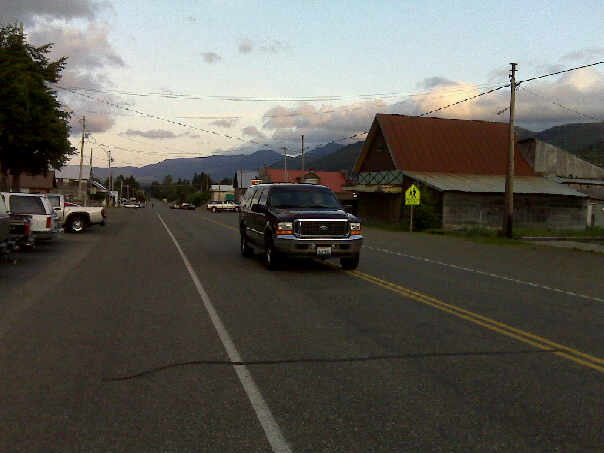
Einige der verlassenen Gebäude

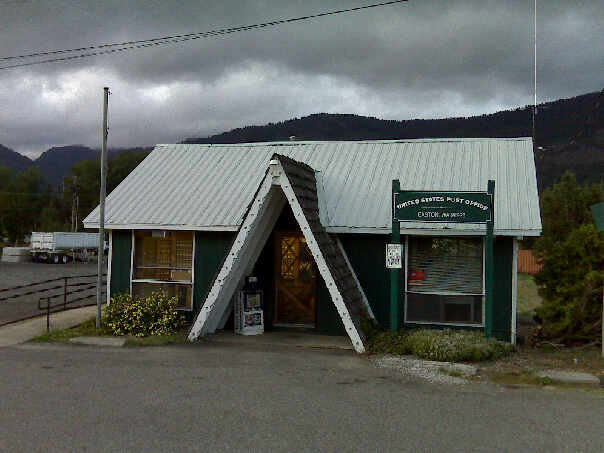
Das Postamt

Nach dem United States Census Bureau nimmt der CDP eine Gesamtfläche von 4,4 km² ein, worunter keine Wasserflächen sind.

### Nachbargemeinden
| Hyak        |                                             |          |
| Cabin Creek | Kompassrose, die auf Nachbargemeinden zeigt | Ronald   |
|             |                                             | Cle Elum |

### Klima
Das Klima der Region zeichnet sich durch warme (aber nicht heiße) und trockene Sommer mit monatlichen Durchschnittstemperaturen unter 22 °C aus. Nach der Klimaklassifikation nach Köppen und Geiger handelt es sich um ein sommerwarnes Mittelmeerklima (abgekürzt „Csb“).

## Demographie
Nach der Volkszählung von 2000 gab es in Easton 383 Einwohner, 151 Haushalte und 104 Familien. Die Bevölkerungsdichte betrug 88 pro km². Es gab 228 Wohneinheiten bei einer mittleren Dichte von 52,4 pro km².
Die Bevölkerung bestand zu 91,91 % aus Weißen, zu 0,78 % aus Indianern, zu 6,53 % aus anderen „Rassen“ und zu 0,78 % aus zwei oder mehr „Rassen“. Hispanics oder Latinos „jeglicher Rasse“ bildeten 9,14 % der Bevölkerung.
Von den 151 Haushalten beherbergten 35,1 % Kinder unter 18 Jahren, 54,3 % wurden von zusammen lebenden verheirateten Paaren, 7,3 % von alleinerziehenden Müttern geführt; 31,1 % waren Nicht-Familien. 21,9 % der Haushalte waren Singles und 4 % waren alleinstehende über 65-jährige Personen. Die durchschnittliche Haushaltsgröße betrug 2,54 und die durchschnittliche Familiengröße 2,94 Personen.
Der Median des Alters in der Stadt betrug 35 Jahre. 28,7 % der Einwohner waren unter 18, 7,3 % zwischen 18 und 24, 29,5 % zwischen 25 und 44, 23 % zwischen 45 und 64 und 11,5 65 Jahre oder älter. Auf 100 Frauen kamen 124 Männer, bei den über 18-Jährigen waren es 125,6 Männer auf 100 Frauen.
Alle Angaben zum mittleren Einkommen beziehen sich auf den Median. Das mittlere Haushaltseinkommen betrug 37.708 US$, in den Familien waren es 37.917 US$. Männer hatten ein mittleres Einkommen von 33.750 US$ gegenüber 20.357 US$ bei Frauen. Das Pro-Kopf-Einkommen betrug 19.773 US$. Etwa 2,7 % der Familien und 7,5 % der Gesamtbevölkerung lebte unterhalb der Armutsgrenze; das betraf 2,7 % der unter 18-Jährigen und 26,7 % der über 65-Jährigen.

## Sehenswürdigkeiten
- Lake Easton State Park
- Iron Horse State Park: Das früher der Milwaukee Road zugeordnete Wegerecht gestattet heute den Unterhalt eines Weges für Radfahrer, Wanderer, Cross-country-Skifahrer und Reiter.